# Beleg van Rhenen (1499)
Het Beleg van Rhenen (ook wel Verovering van Rhenen) vond plaats op 8 juli 1499 als onderdeel van het Stichts-Kleefs conflict van 1499.

## Verloop
In april 1499 begonnen de conflicten tussen het sticht Utrecht en het hertogdom Kleef met plundertochten in het Sticht van roofridders uit Kleef. Mogelijk speelde de Stichtse Oorlog (1481-83) nog een rol voor Jan II van Kleef die in die periode zijn broer Engelbert van Kleef als aspirant bisschop naar Utrecht had gestuurd, maar dit zag mislukken door tussenkomst van Maximiliaan I van Oostenrijk.
Begin juli moet een Kleefs leger (De "Grote Gaarde" genaamd) via het hertogdom Gelre, waar onderweg ook het beleg van Doetinchem plaats had, naar Rhenen zijn getrokken, Kleef en Rhenen lagen ongeveer 50 kilometer van elkaar verwijderd. Bisschop Frederik van Baden was in juni/juli op de hoogte van deze in aantocht genoemde "Garde" en wilde een samenwerking van alle Utrechtse steden. De samenwerking verliep moeizaam en op 26 juni zond de stad Rhenen het bericht dat de komst van de Kleefse troepen aanstaande was. Het lukte nog wel een klein garnizoen te legeren onder leiding van de Utrechtse ridders Gijsbrecht van der Aa, Borre van Langevelt en Steven van Zuylen en Nyevelt, die de verdediging van de stad moesten regelen. De stad zou grotendeels omsingeld zijn geweest, veel is er over het beleg niet bekend gebleven. De verovering ging gepaard met plundering, brandstichting, doodslag en verkrachting. De overgave werd gedaan ten overstaan van de Kleefse "Grote" gaarde leiders Thomas Schlinitz, Godert van Bemmel en Jurgen Kobeler Na de inname van Rhenen trokken de Kleefse troepen richting de stad Utrecht, daar werden buiten de stad rond 11 en 12 juli gebouwen als kloosters en boerderijen in brand gestoken. Het leger trok hierna via Bunnik terug naar het hertogdom Kleef. Waarom de Kleefse krijgsmacht niet verder optrok is onduidelijk gebleven, geldgebrek zou een reden zijn. Mede door Bourgondische tussenkomst werd het dispuut na 3 à 4 maanden met een vredesbestand besloten.

## Schilderij
Hetzelfde jaar werd er opdracht gegeven om een herdenkingsschildering te maken van de aanval. Een anonieme meester die de Meester van Rhenen wordt genoemd schilderde tussen 1499 en 1525 een olieverf paneel van 182 cm hoog en 143 cm breed. Het schilderij bevindt zich in het Rijksmuseum in Amsterdam. Een kopie hangt in Museum het Rondeel in Rhenen.
Op het schilderij is te zien hoe de Kleefse krijgsmannen op muren en poorten van de stad beuken terwijl enkele burgers proberen weerstand te bieden. Andere zoeken veiligheid in de Cunerakerk (centraal op het schilderij), waar ze tot de heilige Cunera, de beschermheilige van de stad, bidden.